# ستيف هوفمان
ستيف هوفمان (بالإنجليزية: Steve Huffman)‏ (مواليد 12 نوفمبر 1983)، الأميركي الجنسية. هو مطور ويب ورائد أعمال والمؤسس والمشارك والرئيس التنفيذي الحالي لموقع خدمة الشبكة الاجتماعية المعروف باسم ريديت (Reddit). أيضا، ساهم في المشاركة في تأسيس محرك البحث المعروف باسم هيبمونك (Hipmunk) وهو موقع للبحث عن أسعار تذاكر السفر.

## وصلات خارجية
- ستيف هوفمان في مقابلة مع برنامج ترايانغيوليشن على شبكة تويت دت تي في